# 尤克拉盆地
尤克拉盆地（英語：Eucla Basin）是澳大利亚南部的一个自流盆地，地跨西澳大利亚州和南澳大利亚州两州，地势向南倾斜直抵大澳大利亚湾，包括纳拉伯平原广阔的石灰岩区，面积18万平方公里。盆地内主要有两个含水层。上层为新近纪和古近纪（距今约260万至6千5百万年）石灰岩，下层为白垩纪（距今6千5百万至1.45亿年）砂石。地表水向下渗透经石灰岩层，地下水存储於蓄水层，形成地下溶洞和隧道。“尤克拉”一名取自土著语“yer”（意为“明亮”）和“coloya”（意为“火”）。